# Hypsicomus midoculi
Hypsicomus midoculi är en ringmaskart som först beskrevs av Hoagland 1919.  Hypsicomus midoculi ingår i släktet Hypsicomus och familjen Sabellidae. Inga underarter finns listade i Catalogue of Life.